# Epitrichosma
Epitrichosma es un género de polillas tortrícidas categorizado en la tribu Schoenotenini, de la subfamilia Tortricinae. Fue descrito por Lower en 1908.

## Especies
- Epitrichosma anisocausta (Turner, 1916)
- Epitrichosma argenticola Diakonoff, 1974
- Epitrichosma aureola Diakonoff, 1972
- Epitrichosma ceramina Common, 1965
- Epitrichosma crymodes (Turner, 1916)
- Epitrichosma helioconis (Diakonoff, 1948)
- Epitrichosma hesperia Common, 1965
- Epitrichosma lira Diakonoff, 1972
- Epitrichosma luteola Diakonoff, 1974
- Epitrichosma mellosa (Diakonoff, 1956)
- Epitrichosma metreta Common, 1965
- Epitrichosma neurobapta Lower, 1908
- Epitrichosma phaulera (Turner, 1916)